# 二部
二部為漢字索引中的部首之一，計二畫，是康熙字典214個部首中的第7個（在二畫的中為第1個）。二部構字時通常位於上方、下方或分離位於上下。一字的帶「二」且無其他部首時歸為二部。
中國大陸出版的適用於漢語簡化字的《漢字部首表》中不包括「二部」，原二部合併到一部。

## 部首單字解釋
1. 數名。古文作弍。大寫作貳。
2. 第二。
3. 再。
4. 倍。
5. 雙、比並。
6. 異心。
7. 不同的、不實的。

二是上下對稱、互相轉換、陰陽調和的意思。凡是有成雙成對的含義的字，再造字的時候都會用到二部。

## 字形

甲骨文
金文
大篆
小篆

### 部首字元及變形
- ⼆（康熙部首）：KANGXI RADICAL TWO (U+2F06)

位於文字區：
- 二：CJK UNIFIED IDEOGRAPH-4E8C

## 名稱
- 漢語：二部（注音：ㄦˋ ㄅㄨˋ）
- 朝鲜語：
- 日語：、ジ (ji)（漢音）、ニ (ni)（吳音）
- 英語：Radical Two

## 字例
| 部首外筆畫 | 字例 -{      |
| ---------- | ------------ |
| 0          | 二           |
| 1          | 亍于亏       |
| 2          | 云互亓五井亖 |
| 3          | 亗           |
| 4          | 亚亘亙𠄦𠄧   |
| 5          | 些亜𠄩       |
| 6          | 亝亞亟𠄯㐩   |
| 7          | 𠄳           |
| 8          | 𠄶           |
| 9          | 𠄺           |
| 10         | 𠄻           |
| 11         | 𠄼𠄽 }-      |